# Burtigny
Burtigny är en ort och  kommun i distriktet Nyon i kantonen Vaud, Schweiz. Kommunen har 407 invånare (2023).